# Cresta (geologia)

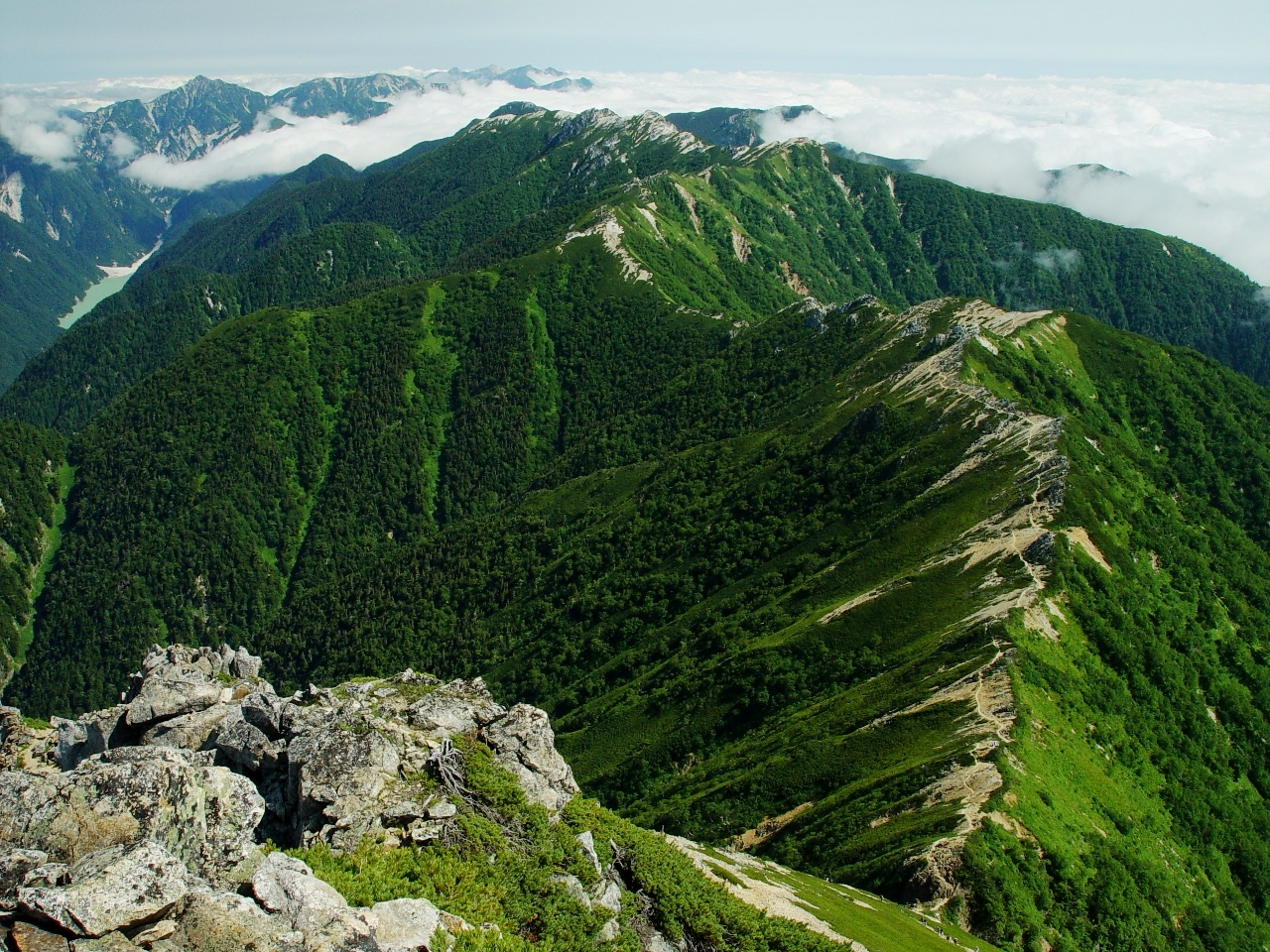
Cresta montuosa in Giappone

La cresta, anche detta crinale o dorsale, è, in topografia e in geologia, la linea immaginaria che unisce tutti i punti più elevati di un rilievo montuoso, collinare o sopraelevato e che separa tra loro due versanti elevati opposti. Oltre ad avere dimensioni molto variabili, le creste possono essere, a seconda dei casi, di origine deposizionale, erosiva, tettonica o una combinazione di questi fattori, ed essere costituite da substrato, sedimenti sciolti, lava o ghiaccio. Vi sono creste singole e altre che invece fanno parte di sistemi più complessi; le creste possono essere suddivise in elementi geomorfologici o strutturali più piccoli.

## Classificazione
Sebbene non esista una classificazione precisa e condivisa tra gli esperti inerente alle creste (un aspetto che si può ritrovare in pressoché ogni tipo di morfologia), esse possono essere classificate come tali in base a una serie di elementi tra cui genesi, morfologia, composizione, analisi statistica dei dati di telerilevamento o più di questi fattori.
Un esempio di classificazione delle creste è quello formulato da Schoeneberger e Wysocki, che fornisce un sistema relativamente semplice e diretto utilizzato dal National Cooperative Soil Survey Program degli Stati Uniti per classificare le creste e altri tipi di terreno. Questo sistema utilizza il processo o l'impostazione geomorfica dominante per classificare diversi gruppi di morfologie in due gruppi principali, ovvero i Geomorphic Environments ("ambienti geomorfici" egli  Other Groupings ("altri raggruppamenti"), che hanno complessivamente 16 sottogruppi. I gruppi e i loro sottogruppi non sono mutuamente esclusivi; le varie morfologie, tra cui le creste, possono appartenere a più sottogruppi. In questa classificazione, le creste si trovano nei sottogruppi "Eolico", "Costiero marino ed estuario", "Lacustre", "Glaciale", "Vulcanico e idrotermale", "Tettonico e strutturale", "Pendenze" e "Erosivo".

### Creste eoliche

#### Dune

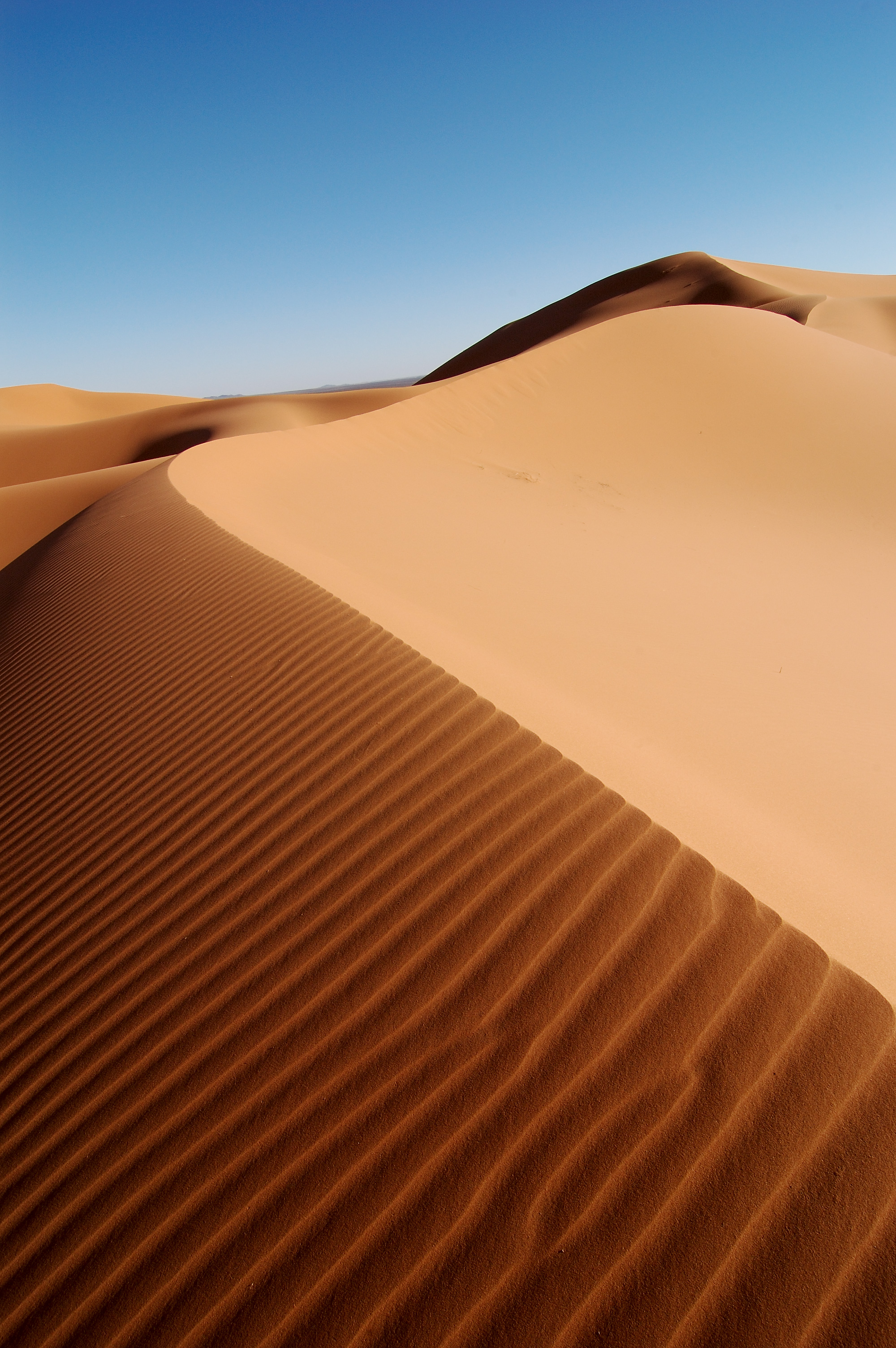
Cresta di una duna in Marocco

Le dune, ovvero quei rilievi formati dall'accumulo di sabbia e modellati dai moti del vento, presentano delle creste sulla loro sommità. La lunghezza di una singola duna di sabbia può spaziare da meno di un metro a diverse decine di chilometri, e l'altezza può variare da poche decine di centimetri fino a 150 metri. Le draa, ovvero le dune più grandi, possono presentare altre dune più piccole sopra di esse.

### Creste costiere

#### Creste delle spiagge
Le spiagge possono presentare delle creste formate da sedimenti del terreno causati da moti ondosi e correnti anomale. Vi possono essere uno o più crinali; in quest'ultimo caso essi sono approssimativamente paralleli alla costa.

### Creste erosive

#### Cresta derivate dal drenaggio dendritico
Nel caso degli altopiani dissestati, il drenaggio causato dalle correnti d'acqua porteranno alla formazione di una serie di creste. Tra tutte le tipologie di crinali, queste soni certamente i più diffusi. Essi di solito sono composti da rocce resistenti ai fenomeni di erosione, anche se ciò non è sempre così: infatti, spesso esse resistono in quanto vi erano in passato delle diaclasi o fattori terzi che hanno permesso ad essi di sopravvivere. Queste creste sono in genere molto irregolari, cambiano direzione numerose volte e presentano delle protuberanze.

#### Omoclinali
Un'omoclinale è una cresta asimmetrica creata dall'erosione differenziale di uno strato di roccia dura, resistente all'erosione, che si immerge tra strati di roccia più debole ed erosa. L'omoclinale ha un lato in pendenza decisamente più dolce, che è approssimativamente parallelo allo strato inclinato di roccia resistente all'erosione. Il lato opposto dell'omoclinale è di solito un pendio relativamente breve, ripido o simile a una scogliera che attraversa trasversalmente gli strati inclinati delle rocce. Nelle cinture di pieghe come quella della Ridge and Valley, vengono a formarsi una serie di creste lunghe e parallele che possono essere, a seconda dei casi, dritte o arcuate. Esistono diverse tipologie di omoclinali, ovvero le cuesta, i flatiron e le dorsali omoclinali.

#### Scogliere
Essendo composte da una serie di rocce contigue, le scogliere sono percorse da una cresta.

### Creste glaciali

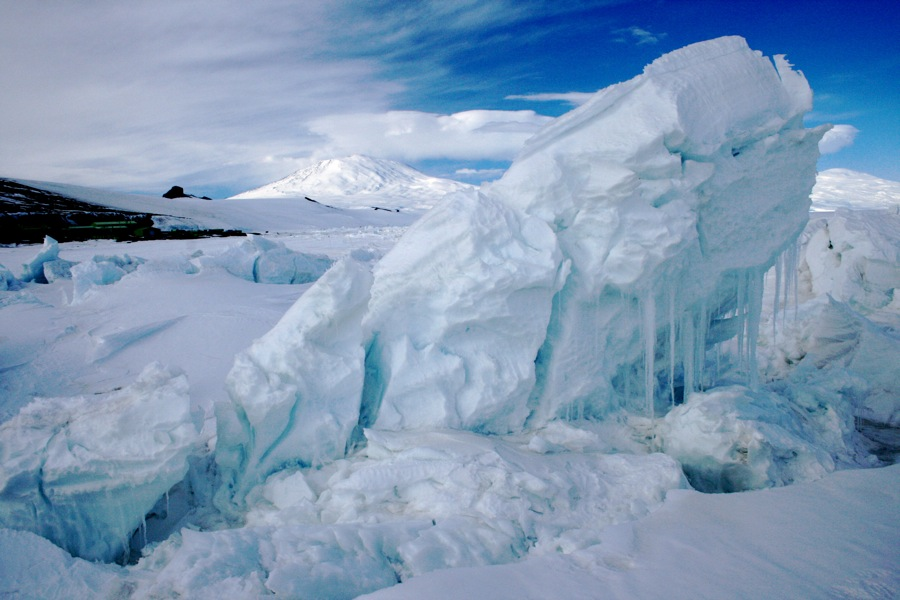
Cresta di pressione di ghiaccio sul monte Erebus, in Antartide

#### Morene ed esker
Il moto di scivolamento per gravità dei ghiacciai porta alla formazione di creste sotto forma di morene ed esker. L'arête è una cresta rocciosa sottile formata dall'erosione glaciale.

#### Creste di pressione di ghiaccio
Le creste di pressione di ghiaccio vengono originate dalla pressione e dal movimento del ghiaccio. L'altezza media di una cresta di pressione del ghiaccio marino può variare dai 5 ai 30 metri.

### Creste tettoniche e strutturali

#### Dorsali oceaniche
Nelle zone in cui si espandono le placche, come ad esempio la dorsale medio-atlantica, l'attività vulcanica forma nuova terra tra i confini tettonici portando alla nascita di creste vulcaniche. L'assestamento isostatico e l'erosione si riducono gradualmente man mano che ci si allontana dalla zona.

#### Crateri meteorici

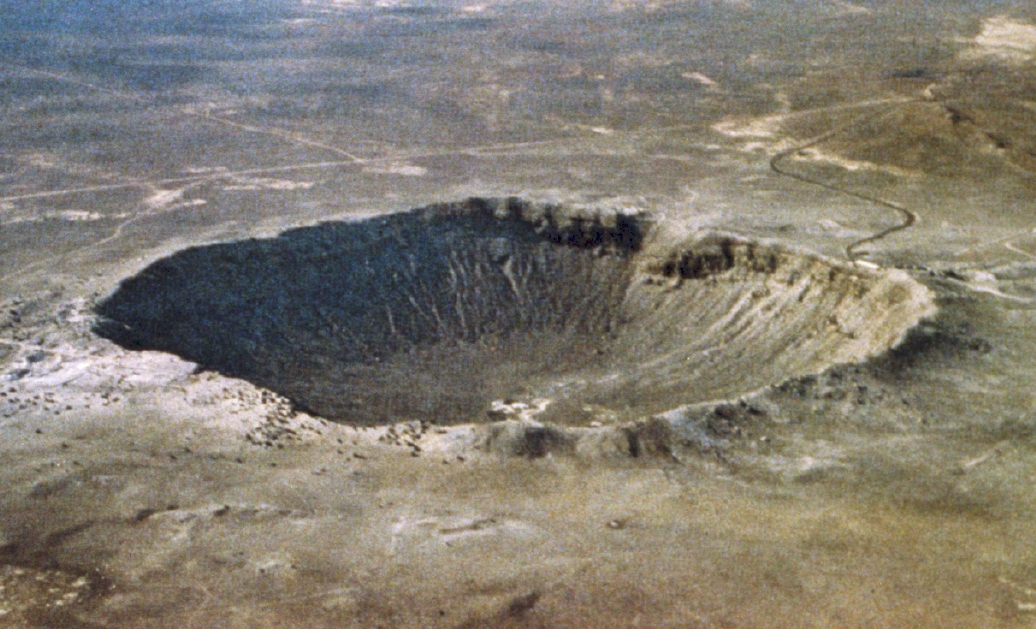
Il Meteor Crater in Arizona (Stati Uniti d'America)

L'impatto terrestre generato da meteoroidi, asteroidi e comete genera grandi crateri i cui bordi sono creste circolari.

#### Shutter ridge
Alcune fonti in lingua inglese descrivono le shutter ridges ("faglie otturatrici"), ovvero delle creste che si sono mosse lungo una linea di faglia bloccando o deviando il drenaggio. In genere esse creano una valle corrispondente all'allineamento delle faglie che le produce.

### Creste vulcaniche e idrotermali

#### Cresta di pressione di lava
Esistono delle creste di pressione che si sviluppano a causa dei flussi della lava, specialmente quando essa si sposta lentamente sotto una crosta solidificata e si solleva verso l'alto. Spesso, la crosta fragile si piega per permettere al nucleo in espansione del flusso di entrare, portando l'accumulo di lava a fratturarsi.

#### Creste vulcaniche del cratere/caldera
I crateri e le caldere dei vulcani sono percorsi ai loro bordi da delle creste circolari.

#### Creste vulcaniche subglaciali
Le eruzioni dei vulcani subglaciali possono portare alla formazione di creste vulcaniche, note come tindar, che possono misurare da alcune decine di metri fino a 250 metri di altezza. I tindar sono cumuli di cenere vulcanica generati da eruzioni subacquee esplosive che vengono riempite d'acqua di fusione glaciale all'interno di un ghiacciaio o di una calotta glaciale.